# BanG Dream! It's MyGO!!!!!
BanG Dream! It's MyGO!!!!! est une série télévisée animée japonaise créée par Bushiroad et produite par Sanzigen. Il s'agit d'un spin-off de la série principale BanG Dream!, dont elle constitue la suite chronologique. La série a été diffusée de juin à septembre 2023. Deux films de compilation résumant les événements de la série avec quelques scènes supplémentaires sont sortis en septembre et novembre 2024. Une adaptation manga écrite et illustrée par Yuama, d'après une histoire de Yotsuji Haibuchi, intitulée BanG Dream! It's MyGO!!!!! Swaying in the Rain, Looking for the Sunshine, a commencé à être publiée dans le magazine Comic Growl de Bushiroad en décembre 2024.
La série a reçu des critiques généralement positives. Les critiques et les fans ont salué It's MyGO!!!!! pour son intrigue, le design des personnages, ses visuels et sa représentation des relations interpersonnelles et des troubles de l'humeur. Une suite centrée sur les personnages du groupe Ave Mujica, BanG Dream! Ave Mujica a été diffusé de janvier à mars 2025, tandis qu'après le dernier épisode d'Ave Mujica, une suite de It's MyGO!!!!! et Ave Mujica a été annoncée.

## Synopsis
La série suit la formation du gang éponyme MyGO!!!!!, l'un des deux gangs, aux côtés d'Ave Mujica, fondés à la suite de la dissolution du gang CRYCHIC. Tomori Takamatsu, élève de l'académie de filles de Haneoka, est contactée par Anon Chihaya, récemment transférée, qui souhaite la recruter pour former un gang, la majorité de l'école étant gangrenée. Tomori hésite à accepter son invitation, car Anon découvre et s'implique dans le drame de son ancien gang, aux côtés de ses camarades Soyo Nagasaki et Taki Shiina, ainsi que de l'étranger Rāna Kaname, qui menace la croissance de leur jeune gang.

## Personnages

### MyGO!!!!!
Tomori Takamatsu (高松 燈, Takamatsu Tomori)
Voix japonaise : Hina Yōmiya
Tomori est une élève de première année à Haneoka. Elle est la chanteuse et parolière de MyGO!!!!! et anciennement de CRYCHIC. Elle a été très affectée par la dissolution de son premier groupe pensant qu'elle en était responsable.
Anon Chihaya (千早 愛音, Chihaya Anon)
Voix japonaise : Rin Tateishi
Anon est en première année à Haneoka et l'une des guitaristes du groupe. Elle est l'initiative de la création du groupe même si c'était à l'origine pour des mauvaises raisons. Elle aime être le centre d'attention ce qui a tendance à énerver Taki. A la fin du collège, elle a fréquenté un lycée en Angleterre en tant qu'étudiante étrangère. Cependant, elle a réalisé qu'elle n'était pas au niveau et elle est rentrée au Japon.
Raana Kaname (要 楽奈, Kaname Rāna)
Voix japonaise : Hina Aoki
Rāna est la seconde guitariste du groupe. Elle est en troisième année au collège Hanasakigawa. Excentrique et talentueuse, elle s'est elle-même intégrée au groupe. Elle a une Hétérochromie : son œil droit est jaune tandis que son œil gauche est bleu. Elle est la petite-fille de l'ancienne propriétaire de SPACE.
Soyo Nagasaki (長崎 そよ, Nagasaki Soyo)
Voix japonaise : Mika Kohinata
Soyo en première année à la Tsukinomori. Elle est la bassiste du groupe MyGO!!!!! et l'ancienne bassiste de CRYCHIC. Elle parait gentille et mature, mais elle est au fond égoïste et manipulatrice. Elle a intégré le groupe dans l'espoir de reformer CRYCHIC n'arrivant pas a tourner la page.
Taki Shiina (椎名 立希, Shiina Taki)
Voix japonaise : Koko Hayashi
Taki est en première année à Hanasakigawa, mais elle était à Haneoka durant le collège. Elle est la batteuse de MyGO!!!!! et l'ancienne batteuse de CRYCHIC. Elle travaille à temps partiel chez RiNG. Elle a une personnalité plutôt directe, et est très protectrice envers Tomori.

### Personnages secondaires
Uika Misumi (三角 初華, Misumi Uika) - Doloris
Voix japonaise : Rico Sasaki
Chanteuse principale et guitariste. Uika est une première année au lycée Hanasakigawa. C'est la guitariste du duo d'idol sumimi et une amie d'enfance de Sakiko.
Mutsumi Wakaba (若葉 睦, Wakaba Mutsumi) - Mortis
Voix japonaise : Yuzuki Watase
Guitariste principale. Mutsumi est en première année à Tsukinomori. Elle est amie d'enfance avec Sakiko, et elle est l'ancienne guitariste de CRYCHIC. Ses parents sont des comédiens et acteurs célèbres.
Umiri Yahata (八幡 海鈴, Yahata Umiri) - Timoris
Voix japonaise : Mei Okada
Bassiste. Umiri est en première année à Hanasakigawa. C'est une camarde de classe de Taki et Uika. Bassiste très douée, elle joue pour plusieurs groupes.
Nyamu Yuutenji (祐天寺 にゃむ, Yūtenji Nyamu) - Amoris
Voix japonaise : Akane Yonezawa
Batteuse. Nyamu est une influenceuse connu sous le pseudo Nyamuchi. Elle fut contactée par Sakiko pour devenir la batteuse du groupe.
Sakiko Togawa (豊川 祥子, Togawa Sakiko) - Oblivionis
Voix japonaise : Kanon Takao
Claviériste. Sakiko est en première année au lycée Haneoka. Elle est également l'ancienne leader et claviériste de CRYCHIC. C'est elle qui est a l'origine de la création puis de la dissolution du groupe. Elle était à Tsukinomori au collège, mais elle a changé d'école pour raisons personnelles. Plus tard, elle recrutera des membres pour Ave Mujica.
Mana Sumida (純田 まな, Sumida Mana)
Mana est la chanteuse du duo d'idol sumimi.

## Production
Dans une interview avec la romancière Ayano Takeda, créatrice de la série Sound Euphonium!, la scénariste en chef Yuniko Ayana a déclaré que la décision de faire d'It's MyGO!!!!! un drama plus sérieux était venue à la demande du producteur de Bushiroad, Yuki Nemoto. Compte tenu du ton plus léger des précédents volets de BanG Dream!, Ayana a d'abord eu du mal à concilier cette orientation avec le désir de ne pas s'aliéner les fans des précédents volets, mais le réalisateur de la série, Koudai Kakimoto, lui a conseillé de s'engager pleinement dans ce ton plus lourd. Ayana s'est inspirée de ses expériences personnelles passées de « trahison et de méfiance », qui ont donné naissance au conflit émotionnel de Tomori au sein du récit de la série. Ayana a déclaré qu'elle trouvait It's MyGO!!!!! l'œuvre la plus réaliste qu'elle ait écrite jusqu'à présent, même en incluant ses œuvres hors de la franchise BanG Dream!.

## Media

### Anime
Une série télévisée animée centrée sur MyGO!!!!!, spin-off et suite chronologique de la série principale, a été annoncée le 9 avril 2023, lors du quatrième concert du groupe. Produite par Sanzigen et réalisée par Kōdai Kakimoto, elle est écrite et supervisée par Yuniko Ayana. La première diffusion a eu lieu le 29 juin 2023, avec trois épisodes diffusés le même jour, et a été diffusée jusqu'au 14 septembre 2023 sur Tokyo MX et d'autres chaînes. Le générique d'ouverture est « One Droplet », tandis que le générique de fin est « Bookmark », tous deux interprétés par le groupe éponyme.
Crunchyroll a diffusé la série,. Muse Communication a obtenu une licence pour l'Asie du Sud-Est.
| No | Titre français                    | Titre japonais             | Titre japonais                    | Date de 1re diffusion |
| No | Titre français                    | Kanji                      | Rōmaji                            | Date de 1re diffusion |
| --- | --------------------------------- | -------------------------- | --------------------------------- | --------------------- |
| 1 | La fille mystérieuse de Haneoka   | 羽丘の不思議ちゃん         | Haneoka no fushigi-chan           | 29 juin 2023          |
| Anon Chihaya, une nouvelle élève au lycée pour filles Haneoka. Celle-ci fait la rencontre de Tomori Takamatsu, avec qui elle se rapproche doucement, au point de l'inviter à rejoindre le groupe qu'elle est en train de monter.                                                                                        |                                   |                            |                                   |                       |
| 2 | Je ne t'inviterais plus           | もう誘わない               | Mō sasowanai                      | 29 juin 2023          |
| Alors qu'elle essayait de rattraper Tomori, Anon se fait arrêter par une fille inconnue, qui semble voir d'un mauvais œil la proposition qu'elle vient de lui faire. Peu après, elle finit par en apprendre un peu plus sur le passé de son amie.                                                                       |                                   |                            |                                   |                       |
| 3 | CRYCHIC                           | CRYCHIC                    | CRYCHIC                           | 29 juin 2023          |
| Nous plongeons dans le passé du groupe CRYCHIC. Tomori Takamatsu est une jeune fille solitaire, qui se demande comment se lier aux autres. Elle rencontre alors une jeune fille nommée Sakiko Togawa au cours d'un quiproquo. Cette dernière lui présente alors ses amies, qui formeront son futur groupe de musique... |                                   |                            |                                   |                       |
| 4 | Pour la vie ?                     | 一生だよ！？               | Isshō da yo                       | 6 juillet 2023        |
| Après en avoir appris plus sur la situation de Tomori, Anon réessaye de convaincre cette dernière de rejoindre le groupe qu'elle monte, mais comment trouver les bons mots ? C'est alors qu'elle se retrouve face à une condition pour le moins inattendue.                                                             |                                   |                            |                                   |                       |
| 5 | Je ne m'enfuis pas!               | 逃げてない！               | Nigetenai!                        | 13 juillet 2023       |
| Anon et les membres de CRYCHIC continuent à se demander ce qu'elles peuvent faire en vue de faire progresser leur groupe. Il se décide alors que nos héroïnes donneront un concert. Mais pendant ce temps, Anon retombe nez à nez avec d'anciennes camarades de classe, et son passé la rattrape...                     |                                   |                            |                                   |                       |
| 6 | Pourquoi, après tout cela ?       | なんで今更                 | Nande imasara                     | 20 juillet 2023       |
| Nos héroïnes continuent tant bien que mal leurs répétitions, même si les opinions divergent quant à la méthodologie. Le groupe se retrouve alors en proie au conflit, mettant en péril sa cohésion, ce qui inquiète tout particulièrement Soyo.                                                                         |                                   |                            |                                   |                       |
| 7 | Même quand le concert prendra fin | 今日のライブが終わっても   | Kyō no raibu ga owatte mo         | 27 juillet 2023       |
| Le jour J est enfin arrivé pour notre groupe et tout le monde stresse dans les loges. Malgré tout, nos héroïnes sont bien déterminées à donner la meilleure prestation possible. |                                   |                            |                                   |                       |
| 8 | Pourquoi                          | どうして                   | Doushite                          | 3 août 2023           |
| Soyo demande pourquoi le groupe a décidé de jouer Ombre au printemps, alors même que Sakiko était présente dans le public. Une dispute éclate alors au sein du groupe et nos héroïnes réfléchissent chacune de leur côté pour résoudre le problème.                                                                     |                                   |                            |                                   |                       |
| 9 | Rupture                           | 解散                       | Kaisan                            | 10 juillet 2023       |
| Alors que Soyo ne donne plus signe de vie au groupe, Anon décide d'aller directement à sa rencontre pour avoir des explications, mais en vain. Taki va donc elle-même chercher des explications, mais elle est loin de s'attendre à ce que son amie va lui dire.                                                        |                                   |                            |                                   |                       |
| 10 | Toujours perdues                  | ずっと迷子                 | Zutto maigo                       | 17 août 2023          |
| Après les différents ayant eu lieu, Anon semble avoir renoncé au groupe, ce qui n'est pas le cas de Tomori, réussit à la convaincre de revenir. Toutefois, Soyo manque toujours à l'appel. |                                   |                            |                                   |                       |
| 11 | Malgré tout                       | それでも                   | Soredemo                          | 24 août 2023          |
| Désormais réconciliées après le concert, nos héroïnes doivent réfléchir à comment mener leur groupe nouvellement reformé. Bien qu'en apparence, tout semble bien se passer, il reste certains doutes à dissiper. |                                   |                            |                                   |                       |
| 12 | It's my go!!!!!                   | It’s my go!!!!!            | It’s my go!!!!!                   | 31 août 2023          |
| Le jour du concert est arrivé pour nos héroïnes, c'est l'occasion ou jamais de montrer le fruit de leur entraînement, ainsi que de mettre un terme aux quelques doutes qui semblent subsister. |                                   |                            |                                   |                       |
| 13 | La seule à qui faire confiance    | 信じられるのは我が身ひとつ | Shinjirareru no ha wagami hitotsu | 14 septembre 2023     |
| Nos héroïnes profitent d'un moment d'accalmie après le concert pour se réunir et réaffirmer leur volonté de mener leur groupe jusqu'au bout. Pendant ce temps, le groupe Ave Mujica se prépare à monter sur scène. |                                   |                            |                                   |                       |

## Suite
Après la sortie du treizième et dernier épisode de l'anime le 14 septembre 2023, une suite directe de It's MyGO!!!!!, intitulée BanG Dream! Ave Mujica, a été annoncée,. Elle a été diffusée en 2025, avec le retour d'une grande partie de l'équipe et des acteurs. Une suite de It's MyGO!!!!! et d'Ave Mujica a été annoncée ultérieurement après la sortie du treizième et dernier épisode dAve Mujica le 27 mars 2025.